# Pável Komarov
Pável Komarov –en ruso, Павел Комаров– es un deportista ruso que compitió en vela en la clase Soling. Ganó una medalla de oro en el Campeonato Mundial de Soling de 1998.

## Palmarés internacional
| \| Campeonato Mundial \| Campeonato Mundial \| Campeonato Mundial \| Campeonato Mundial \| \| Año \| Lugar \| Medalla \| Clase \| \| ------------------ \| -------------------------- \| ------------------ \| ------------------ \| \| 1998 \| Milwaukee (Estados Unidos) \| Medalla de oro \| Soling \| |                            |                |        |
| Campeonato Mundial |                            |                |        |
| Año | Lugar                      | Medalla        | Clase  |
| 1998 | Milwaukee (Estados Unidos) | Medalla de oro | Soling |